# Капитолий штата Айдахо
Капито́лий шта́та Айда́хо (англ. Idaho State Capitol) находится в городе Бойсе (англ. Boise) — столице штата Айдахо. В нём проводит свои заседания законодательное собрание — легислатура штата Айдахо (англ. Idaho State Legislature), состоящая из Палаты Представителей и Сената штата Айдахо.

## История
В 1863 году была образована Территория Айдахо, столицей которой сначала стал город Льюистон, но уже в 1865 году столица территории была перенесена в город Бойсе. В течение последующих 20 лет органы управления территории Айдахо проводили свои заседания в различных местах города, пока, наконец, в 1885 году не было принято решение о строительстве территориального Капитолия. В качестве проекта первого Капитолия Айдахо был выбран дизайн известного архитектора Элайджи Майерса.
13 июля 1890 года Айдахо стал 43-м штатом США. К началу XX века стало ясно, что существующий Капитолий слишком мал и неудобен для легислатуры штата Айдахо, и в 1905 году было принято решение о строительстве нового Капитолия, для которого был выбран проект архитекторов Джона Туртеллотта (John E. Tourtellotte) и Чарльза Хаммела (Charles Hummel). Строительство началось в 1905 году и проводилось в два этапа. Первый этап включал в себя постройку центральной части и купола Капитолия, и он был завершён в 1912 году. На втором этапе в 1919—1921 годах были построены восточное и западное крылья Капитолия. Для этого потребовалось разрушить старый, «территориальный» Капитолий, а также Центральную школу (Central School).

### Реставрационные работы
Комиссия капитолия штата Айдахо была создана губернатором Филом Баттом в 1998 году. В 1998 году руководители Айдахо разработали генеральный план по восстановлению здания. Планировалось, что внутренние работы будут включать реставрацию окон, ремонт мраморных полов и декоративной штукатурки, восстановление деревянных полов и дверей, модернизацию электрических систем, систем противопожарной безопасности, улучшение наружного освещения, оснащение здания аварийным генератором электроэнергии, а также установку лифта.
Законодательный орган первоначально выделил на этот проект всего 120 тысяч долларов. В 2000 году генеральный план был выполнен. Общая сумма расходов по нему составила 64 млн долларов. В 2001 году Легислатура выделила единовременные средства в размере 32 млн долларов для покрытия затрат по второму этапу реставрационного проекта. В 2002—2003 годах реставрационные работы были завершены. В 2005 году на обновление интерьера было потрачено 20 млн долларов. Начиная с 2007 года, Комиссия капитолия штата Айдахо играла ведущую роль в реконструкции здания капитолия. Сессии легислатуры Айдахо 2008 и 2009 годов проходили в переоборудованных залах суда в округе Эйда. 9 января 2010 года здание капитолия возобновило свою работу.

### Расширение общей площади
В 2006 году Легислатура проголосовала за выделение средств для возведения двух двухэтажных подземных помещений для законодательных органов. Однако губернатор Бутч Оттер настоял на одноэтажных помещениях, сославшись на сложную экономическую ситуацию. Строительство продолжалось вплоть до 2010 года, когда были завершены как внутренние, так и внешние ремонтные работы.

## Архитектура
Здание Капитолия штата Айдахо построено в стиле неоклассицизма. Высота Капитолия — 208 футов (63,4 м), по другим данным — 198 футов (60,4 м). Протяжённость здания с севера на юг — 328 футов (100 м), а с запада на восток — 170 футов (52 м).
Для строительства Капитолия использовались четыре типа мрамора — красный из Джорджии, серый с Аляски, зелёный из Вермонта и чёрный из Италии.